# 15634 Ahluwalia
15634 Ahluwalia è un asteroide della fascia principale. Scoperto nel 2000, presenta un'orbita caratterizzata da un semiasse maggiore pari a 2,3477090 au e da un'eccentricità di 0,0512123, inclinata di 7,50729° rispetto all'eclittica.